# Helen Saunders
Pour les articles homonymes, voir Saunders.
Helen Saunders (4 avril 1885 – 1er janvier 1963) était une artiste peintre britannique. 
Née à Ealing, Saunders a étudié à la Slade School of Fine Art de 1906 à 1907 puis à la Central School of Art and Design. Ella a exposé ses œuvres à l'exposition artistique du XXe siècle à la Whitechapel Gallery en 1914, puis en juillet, elle s'associe au mouvement du vorticisme en signant leur manifeste dans le premier numéro de la revue Blast et en contribuant à leur exposition inaugurale.
Elle a exposé au London Salon de l'Allied Artists' Association, puis avec The London Group en 1915 à la Doré Gallery mais à partir de 1920 s'est détournée de l'avant-garde et a adopté un style plus figuratif en exposant plus tard avec la Holborn Art Society.
Une biographie parue en 1996 signée Brigid Peppin comprend une introduction de Richard Cork qui dit : 
« Les premières œuvres de Saunders ont acquis une place respectée dans des cercles expérimentaux d'avant garde ce qui rend cruelle la relative indifférence montrée à son égard les années suivantes. Elle a enduré ce manque d'attention avec un grand stoïcisme et seule sa générosité naturelle lui a permis de ne pas succomber à l'aigreur. »
Peppin a mis au jour un grand nombre d'informations jusqu'alors inconnues sur la vie et l'œuvre d'Helen Saunders. Cependant assez peu de choses sont encore connues sur elle et sa notoriété artistique reste relativement circonscrite au Royaume-Uni. 
Saunders est morte à Holborn, Londres le 1er janvier 1965.